# Маркос-Пас (округ)
Округ Маркос-Пас (ісп. Marcos Paz) — адміністративно-територіальна одиниця 2-ого рівня у провінції Буенос-Айрес в центральній Аргентині. Адміністративний центр округу — Маркос-Пас (ісп. Marcos Paz).
Населення округу становить 54181 особу (2010). Площа — 470 кв. км.

## Історія
Округ заснований у 1878 році.

## Населення
У 2010 році населення становило 54181 особу. З них чоловіків — 27802, жінок — 26379.

## Політика
Округ належить до 1-ого виборчого сектору провінції Буенос-Айрес.